# Cesarevič (nave da battaglia)
La Cesarevič o Tsesarevich (in russo Цесаревич?) fu una nave da battaglia pre-dreadnought della Voenno Morskoj Flot Rossijskoj Imperii, unica della sua classe, costruita in Francia dalla Société Nouvelle des Forges et Chantiers de la Méditerranée. Cesarevič era il titolo che spettava all'erede al trono dell'Impero russo. Passata sotto la Raboče-Krest'janskij Krasnyj Flot dopo la rivoluzione d'ottobre del 1917, fu rinominata Graždanin (in russo Гражданин?), cioè Cittadino.

## Progettazione e costruzione
La Cesarevič era parte di un programma riguardante le esigenze dei territori dell'impero russo situati nell'estremo oriente, autorizzato dallo zar Nicola II nel 1898. Le navi da guerra coinvolte furono ordinate a cantieri stranieri a causa di vincoli nella capacità costruttiva dei cantieri russi. Una specifica di progetto fu prodotta dal Comitato Tecnico Navale (MTK) nei primi mesi del 1898, a cui seguì una proposta della francese Société Nouvelle des Forges et Chantiers de la Méditerranée. Il contratto fu firmato il 6 luglio 1898 e prevedeva un costo finale di 280.000 franchi, l'equivalente di 11.355 rubli.
Il progetto definitivo fu realizzato da un team composto da ingegneri francesi e russi, sotto la supervisione del capitano Ivan Grigorovič. La costruzione si protrasse più a lungo del previsto a causa di numerose parti di corazzatura che si rivelarono difettose e dovettero essere sostituite. Tuttavia, una volta terminata, la Cesarevič si rivelò la migliore nave da battaglia della marina imperiale russa fino allo scoppio della guerra russo-giapponese.

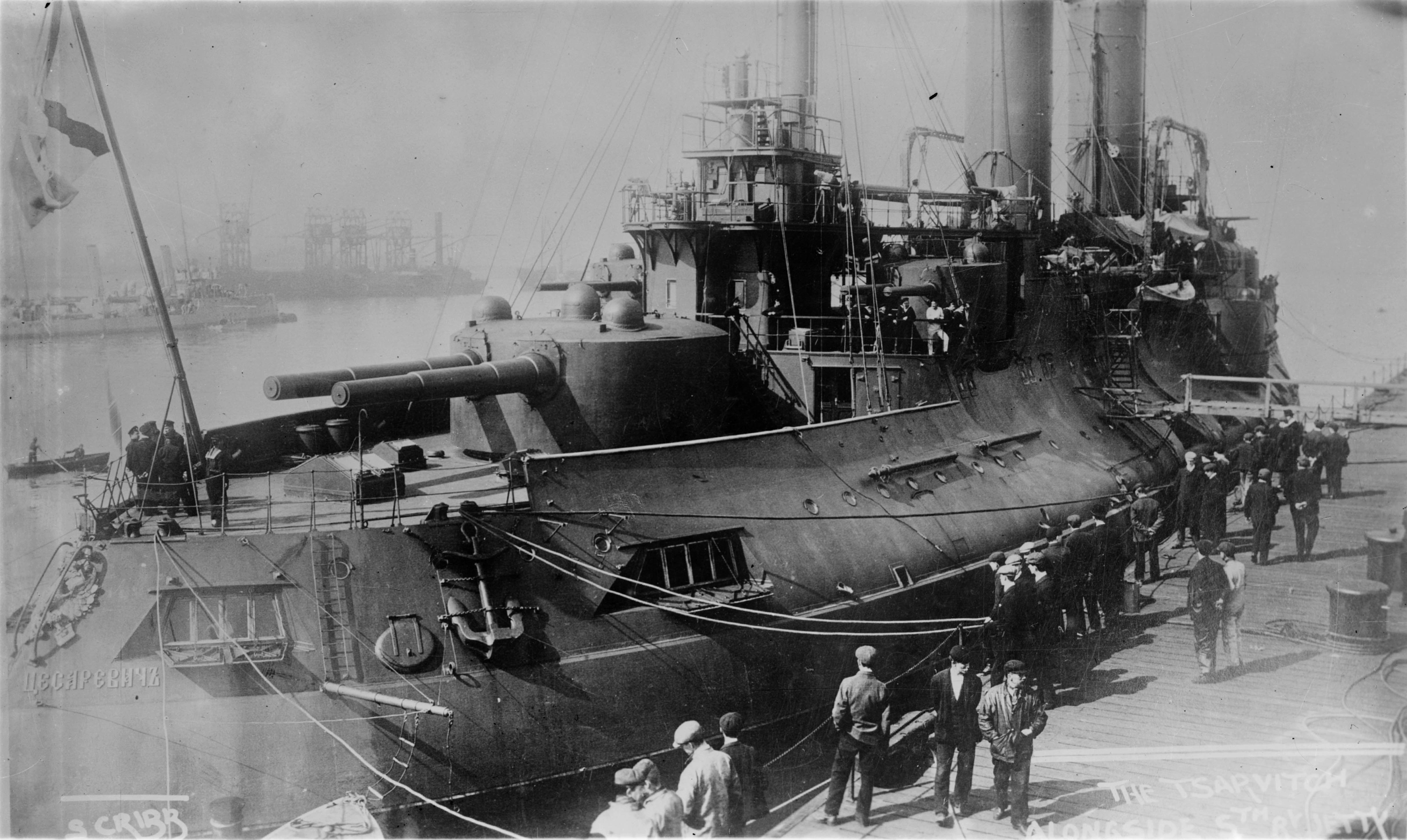
La Cesarevič a Portsmouth, 1907. Evidente la pronunciata campanatura, cioè il restringimento progressivo dei ponti che dava alla sezione dello scafo la forma di una campana.

## Caratteristiche tecniche

### Design
La Cesarevič era caratterizzata da una campanatura molto accentuata. La campanatura era una caratteristica peculiare delle navi francesi del periodo, molto apprezzata in quanto permetteva di aumentare l'opera morta senza accrescere eccessivamente il peso complessivo in quanto i ponti si riducevano progressivamente di larghezza. Questo permetteva di adottare sui lati un'ampia gamma di cannoni, inoltre la nave essendo più stretta aveva una maggiore manovrabilità col mare mosso. La campanatura aveva anche effetti negativi, in particolare riduceva la capacità di galleggiamento della nave, che nelle virate strette tendeva ad inclinarsi eccessivamente. Durante la battaglia del Mar Giallo gli osservatori della Marina imperiale giapponese notarono come la Cesarevič rischiasse il ribaltamento durante la repentina virata con cui abbandonò la linea di battaglia.
Il design della Cesarevič fu alla base della successiva classe Borodino.

### Propulsione

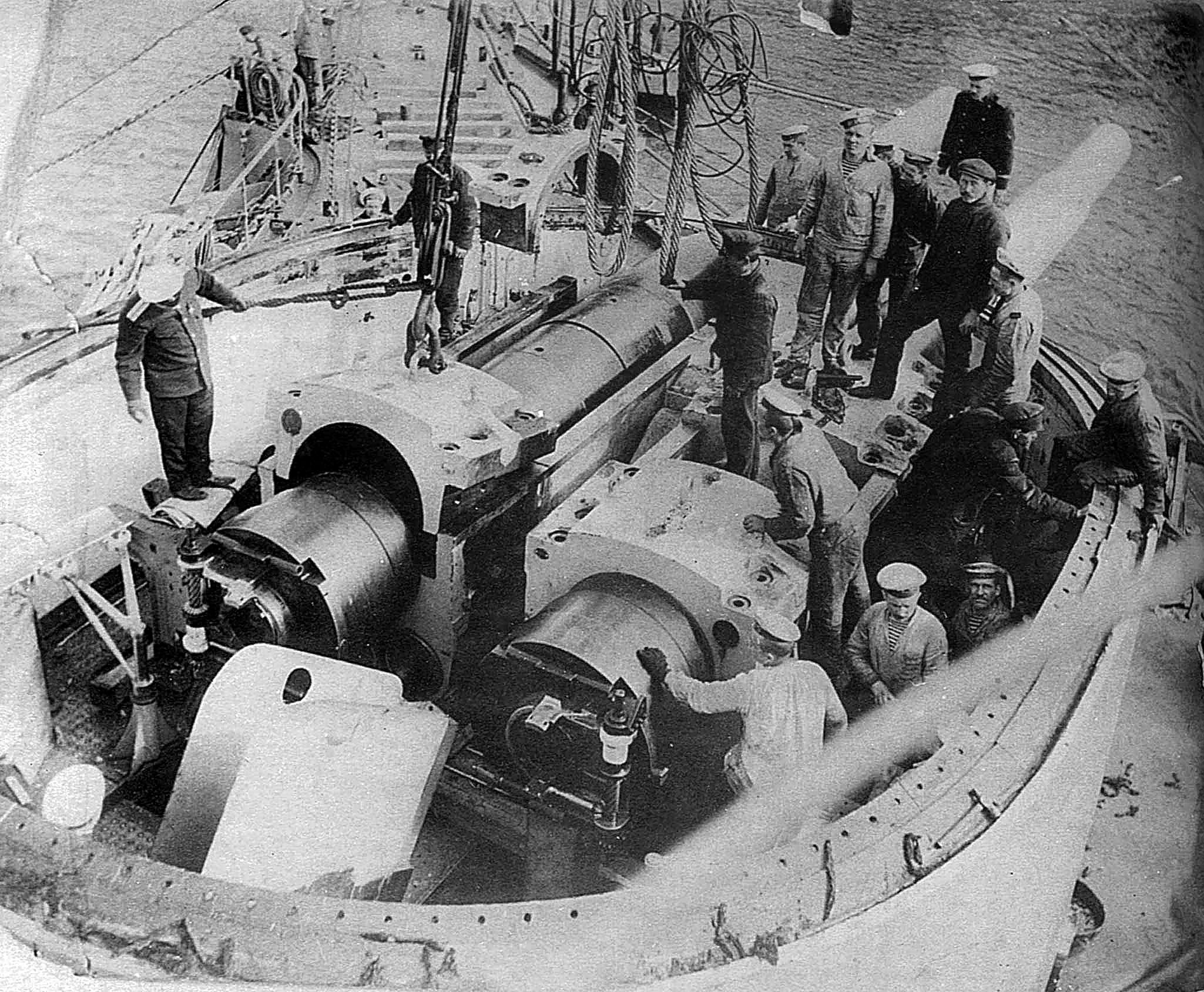
Una delle torrette principali aperta durante le operazioni di sostituzione dei cannoni, 1906

La propulsione era affidata a 2 motori a vapore a tripla espansione che da progetto dovevano erogare 16.300 shp (12.300 kW), così da garantire una velocità di almeno 18 nodi (33 km/h). Il vapore era fornito da 20 caldaie tipo Belleville, operanti alla pressione di esercizio di 19 Kgf/cm² (1863 psi). Le caldaie erano dotate di un sistema per preriscaldare l'acqua in entrata così da poter ridurre i consumi. Durante i primi test del luglio-agosto 1903 fu rilevata una potenza effettiva di 15.254 shp (11.375 kW) e una velocità massima di 18,77 nodi (34,76 km/h). Il carico massimo di carbone era di 1.370 t, ma normalmente non si imbarcavano più di 800 t. L'autonomia era di 5.500 miglia nautiche (10.200 km) ad una velocità di 10 nodi (19 km/h). Furono inoltre adottati 6 generatori elettrici alimentati a vapore che fornivano complessivamente 550 kW.

### Armamento
La batteria principale era costituita da 4 cannoni da 305 mm (12"), montati su due torrette binate, una a prua e una a poppa, azionate elettricamente. I cannoni ed i loro supporti erano di costruzione russa, ma le torrette furono costruite in Francia. I cannoni potevano essere ricaricati ad ogni angolo di elevazione e le torrette avevano un arco di tiro di 270°. Il ricaricamento avveniva per mezzo di paranchi che sollevavano le munizioni. Le prime prove rivelarono però che tali paranchi tendevano a incepparsi quando la nave rollava. I cantieri francesi realizzarono nuovi paranchi che furono spediti direttamente a Port Arthur, in quanto i russi volevano la nave in Estremo Oriente il più presto possibile, e furono installati nel mese di gennaio 1904. Ognuno dei cannoni aveva disponibili 70 colpi, con una cadenza di tiro variabile da 90 a 132 secondi.
Il proiettile pesava 331,7 kg e raggiungeva una velocità alla volata di 792 m/s, con un alzo di 15° la gittata era di 14.640 m.
La batteria secondaria era composta da 12 cannoni Canet modello 1892 a fuoco rapido da 152 mm (6"), montati su 6 torrette binate, ad azionamento elettrico, montate sul ponte superiore. Le torrette centrali avevano un arco di tiro di 180°, mentre le altre di 150°. Ogni cannone aveva 200 colpi, con una cadenza di tiro di 2-4 colpi al minuto.
Il proiettile pesava 41,4 kg e raggiungeva una velocità alla volata di 792,5 m/s.
La gittata massima era di circa 11.500 m.
Un certo numero di cannoni di piccolo calibro fu installato per la difesa anti-torpediniera. Tra questi, 20 cannoni Canet a fuoco rapido da 75 mm (3"), 14 sparavano attraverso feritoie aperte sulla fiancata della nave, mentre gli altri 6 erano montati sulle sovrastrutture. Ogni cannone aveva una riserva di 300 colpi.
Ogni proiettile pesava 4,9 kg e raggiungeva una velocità alla volata di 820 m/s per una gittata massima di 6.405 m con una elevazione di 13°.
Altri 20 cannoni Hotchkiss da 47 mm (1,9") erano montati sulle sovrastrutture.
Ogni proiettile pesava 1 kg e raggiungeva una velocità alla volata di 430 m/s. La cadenza di tiro era di 15 colpi al minuto.
Furono installati anche 8 cannoni Hotchkiss da 37 mm (1,5"), ma le loro posizioni non sono note. L'armamento era completato da 4 tubi lanciasiluri da 381 mm (15"), 2 di questi erano montati sopra il livello del mare, una a prua ed uno a poppa, gli altri 2 erano montati sott'acqua ed erano situati vicino alla polveriera della batteria principale. Erano imbarcati complessivamente 14 siluri, oltre a 45 mine navali che venivano posate a protezione della nave nel caso avesse dovuto rimanere all'ancora in zone remote.
Per facilitare il puntamento furono installati un paio di telemetri a coincidenza Barr and Stroud che permettevano di calcolare con precisione la distanza da un bersaglio. L'ufficiale di artiglieria poteva quindi calcolare l'elevazione e la deflessione necessarie per colpire il bersaglio, trasmettendo tali informazioni alle torrette tramite un sistema di puntamento Geisler ad azionamento elettro-meccanico.

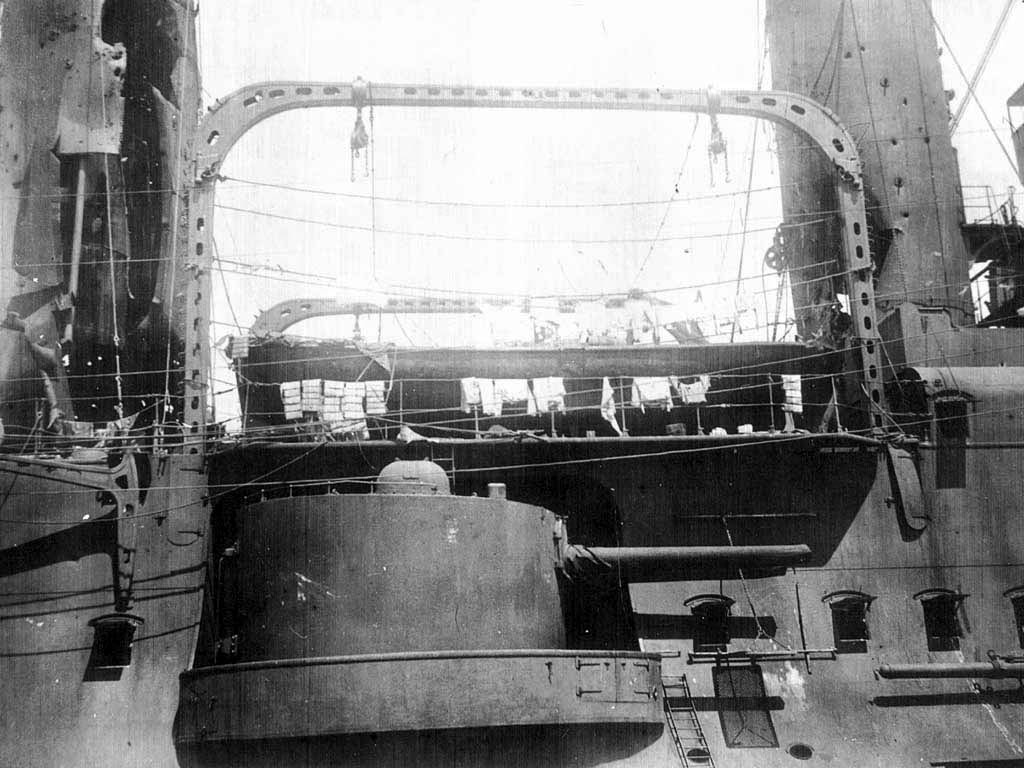
Una delle torrette secondarie da 152 mm della Cesarevič. Tsingtao, estate del 1904.

### Corazzatura

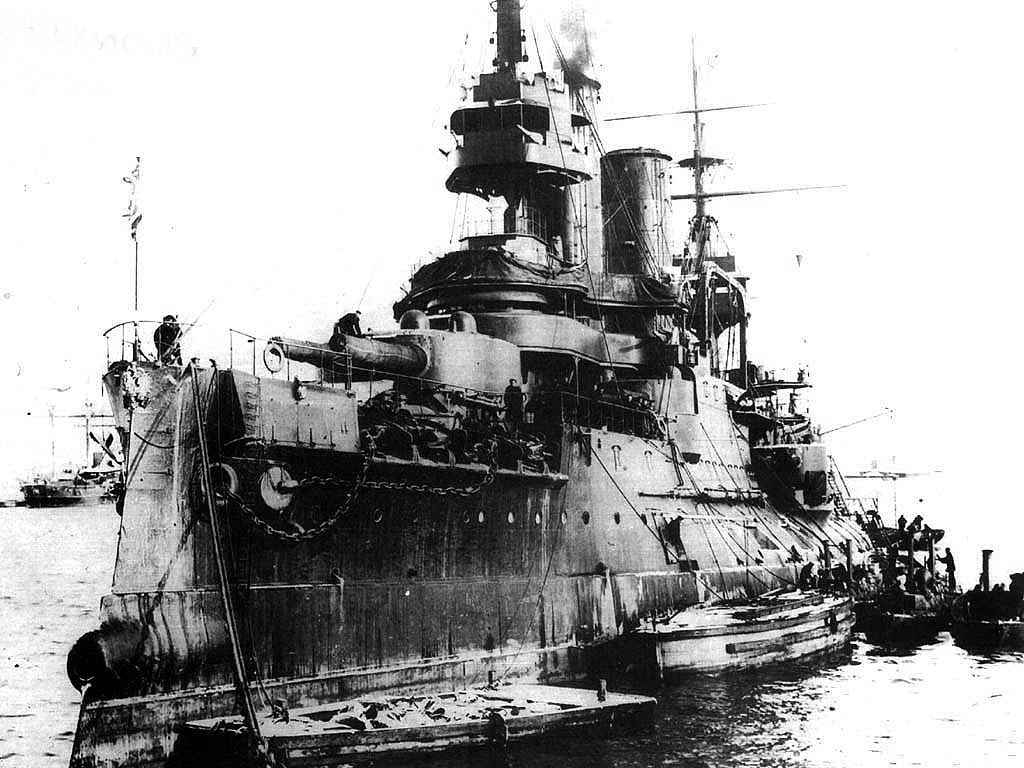
La Cesarevič a Port Arthur, 1904

Per la Cesarevič si decise di adottare una versione francese della corazzatura Krupp, sviluppata pochi anni prima. La protezione consisteva in una corazzatura completa a livello della linea di galleggiamento e protezioni per i ponti sopra e sotto la stessa. Dietro la corazzatura erano presenti numerosi scompartimenti, utilizzati principalmente per lo stoccaggio del carbone. Lo scopo di questo sistema di protezione era di mantenere a galla la nave indipendentemente dai danni che avrebbero potuto ricevere le sovrastrutture. La corazzatura a livello della linea di galleggiamento era alta 2 m, di questi 1,5 m erano al di sotto della linea di galleggiamento a carico standard. La lunghezza complessiva era di 60 m, lo spessore massimo era di 250 mm a livello del ponte di comando che si riduceva gradualmente a 180 mm a prua, mentre nella zona inferiore del ponte di comando si rastremava fino a 170 mm. Lo strato di corazzatura superiore era alto 1.67 m, raggiungeva uno spessore massimo di 200 mm, leggermente più corto dello strato a livello della linea di galleggiamento, analogamente a questo si riduceva di spesso alle estremità della nave. A prua la corazzatura era di 120 mm, mentre a poppa di 130 mm.
La corazzatura delle torrette principali era di 250 mm per i lati e per il supporto e di 63 mm per il tetto. Sotto al ponte la corazzatura del supporto scendeva a 100 mm. Le torrette secondarie avevano una corazzatura di 150 mm per i lati e di 30 mm per il tetto. I lati della torretta erano 254 millimetri (10.0 pollici) di spessore e aveva un 63 millimetri tetto. La torre di comando era protetta da una corazzatura laterale di 254 mm, che scendeva a 63 mm per il tetto. I fumaioli avevano una corazzatura di 19 mm che si estendeva verticalmente dal ponte superiore per un'altezza pari ad un altro ponte.
Il ponte superiore aveva una corazzatura spessa 50 mm, di cui 10 mm erano di fasciame. Il ponte appena sopra alla linea di galleggiamento aveva invece una corazzatura di 20 mm. Si estendeva per l'intera lunghezza della nave ma non per tutta la larghezza, in prossimità della corazzatura laterale curvava infatti verso il basso ed era congiunto ad essa da una piastra di 20 mm. Il ponte proseguiva ancora verso il basso, andando a creare una sorta di paratia antisiluro. La paratia era distante 2 m dalla corazzatura dello scafo e si estendeva per una lunghezza di 84 m. Depositi di carbone fungevano da supporto.

## Servizio

### Guerra russo-giapponese

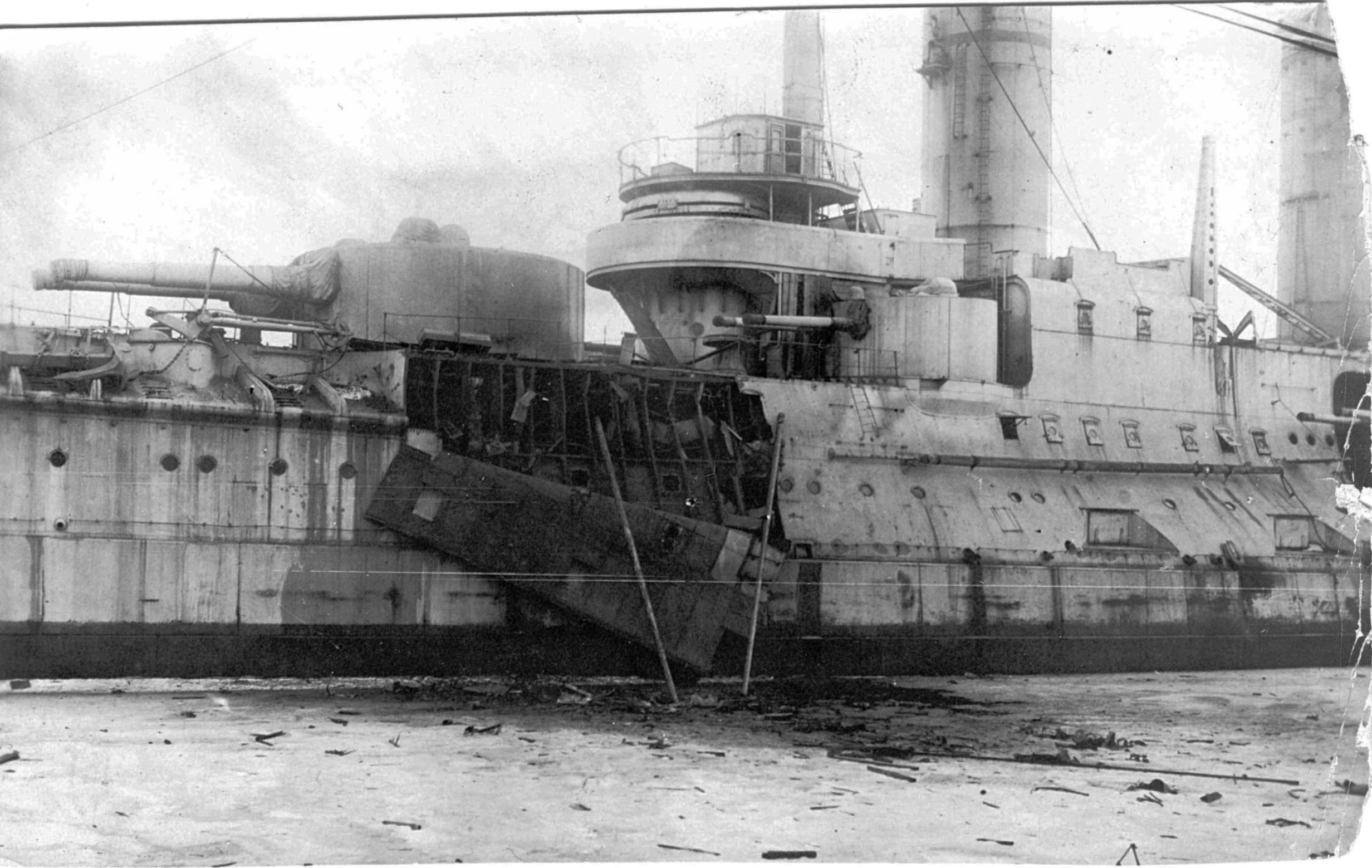
La Cesarevič, già rinominata Graždanin, all'ancora nella base navale di Kronštadt, 1921. Pesantemente danneggiata, sarà demolita pochi anni dopo.

La Cesarevič era di stanza alla base navale di Port Arthur quando questa fu attaccata dai giapponesi l'8 febbraio 1904. Fu una delle tre navi ad essere colpita da siluri nel corso dell'attacco. La mattina del 10 agosto 1904, nel corso dell'assedio di Port Arthur, le navi russe lasciarono la base per ingaggiare la flotta giapponese che bloccava l'accesso al porto. Lo squadrone russo era composto, oltre alla Cesarevič, dalle navi da battaglia Retvizan, Pobeda, Peresvet, Sevastopol' e Poltava, dagli incrociatori protetti Askold, Diana, Novik e Pallada e da 14 cacciatorpediniere. La Cesarevič era la nave ammiraglia della flotta russa, ai comandi dell'ammiraglio Wilhelm Withöft. La flotta giapponese, ai comandi dell'ammiraglio Tōgō Heihachirō, era composta dal nave ammiraglia Mikasa, dalle navi da battaglia Asahi, Fuji e Shikishima, dagli incrociatori corazzati Nisshin e Kasuga, da 8 incrociatori protetti, da 18 cacciatorpediniere e da 30 torpediniere. Lo scontro che ne seguì passò alla storia come battaglia del Mar Giallo. A mezzogiorno, il grosso delle forze giapponesi tenta di bloccare i russi delle navi da guerra giapponesi tentato di bloccare le navi russe, che si stavano muovendo al largo della penisola di Shandong. I primi colpi furono sparati alle ore 13:00, e dopo un'ora di combattimenti i russi riuscirono ad uscire dal porto. Tōgō iniziò allora un lungo inseguimento, muovendosi verso sud-ovest e riuscendo lentamente a superare la linea di battaglia russa. Alle 16:20 ripresero i combattimenti, con colpi di artiglieria scambiati da circa 10.000 m di distanza, ed entrambe le parti subirono danni. Alle 18:40, mentre la battaglia proseguiva, una salva da 305 mm colpì la Cesarevič, uccidendone il capitano e quasi tutto il personale del ponte di comando e paralizzando il timone. Con la ruota del timone incastrato, la Cesarevič iniziò una virata molto stretta, che porto la nave ad inclinarsi di più di 12°. Altre navi della linea di battaglia russa non capirono ed iniziarono a seguire la nave ammiraglia, la flotta iniziò a girare su stessa causando la rottura della linea di battaglia e la dispersione delle varie navi. Il comandante della Retvizan, Edùard Šensnovič, fu l'unico a capire la situazione e nel tentativo di salvare la nave ammiraglia si mise da solo tra questa e la flotta giapponese, che concentrò il proprio fuoco proprio sulla Retvizian. La manovra ebbe successo, la Cesarevič riuscì alla fine ad allontanarsi e la Retvizian, nonostante avesse ricevuto almeno 18 colpi sia da 305 che da 203 mm, sopravvisse allo scontro. La notte si stava avvicinando e le munizioni iniziavano a scarseggiare, ciò costrinse Tōgō ad abbandonare il campo di battaglia e a ritirarsi verso est. Ordinò comunque un attacco notturno contro la flotta russa, condotto dai suoi cacciatorpediniere e torpediniere, ma la maggior parte degli attacchi furono respinti con leggere perdite. Mentre la maggior parte della flotta russa (cinque navi da battaglia, un incrociatore e nove cacciatorpediniere) rimetteva in sicurezza Port Arthur, la Cesarevič fu scortata da tre cacciatorpediniere nella base di Tsingtao.

### Terremoto di Messina
Il 28 dicembre 1908 la città siciliana di Messina fu colpita da un violento terremoto a cui seguì un maremoto. I primi soccorsi furono portati già il giorno successivo da navi russe, in quel periodo di stanza ad Augusta per delle esercitazioni nel Mediterraneo.
Tra le navi russe coinvolte nelle operazioni ci furono Cesarevič, la nave da battaglia Slava e gli incrociatori Bogatyr e Admiral Makarov. Nel giugno 2012 viene edificato a Messina un monumento per commemorare l'aiuto portato dai marinai russi.

### Prima guerra mondiale
Dopo la fine della guerra russo-giapponese, la Cesarevič fu trasferita nel Mar Baltico. Durante la prima guerra mondiale, assieme alla nave da battaglia Slava e ad una scorta di incrociatori e cacciatorpediniere, affrontò le navi da battaglia tedesche SMS König e SMS Kronprinz Wilhelm in quella che fu nota come battaglia dello stretto di Muhu. La Cesarevič riuscì a fuggire, al contrario della Slava che, troppo danneggiata per affrontare le basse acque dello stretto di Muhu, fu autoaffondata dall'equipaggio stesso. A seguito della rivoluzione d'ottobre e della presa di potere da parte dei bolscevichi, la marina imperiale fu dissolta e al suo posto fu creata la Raboče-Krest'janskij Krasnyj Flot. La Cesarevič fu così rinominata Graždanin (in russo Гражданин?), cioè Cittadino. Messa fuori servizio nel 1918, nel 1924 trasferita in Germania per essere demolita. Fu radiata d'ufficio il 21 novembre 1925.